# 滑浪風帆

滑浪風帆

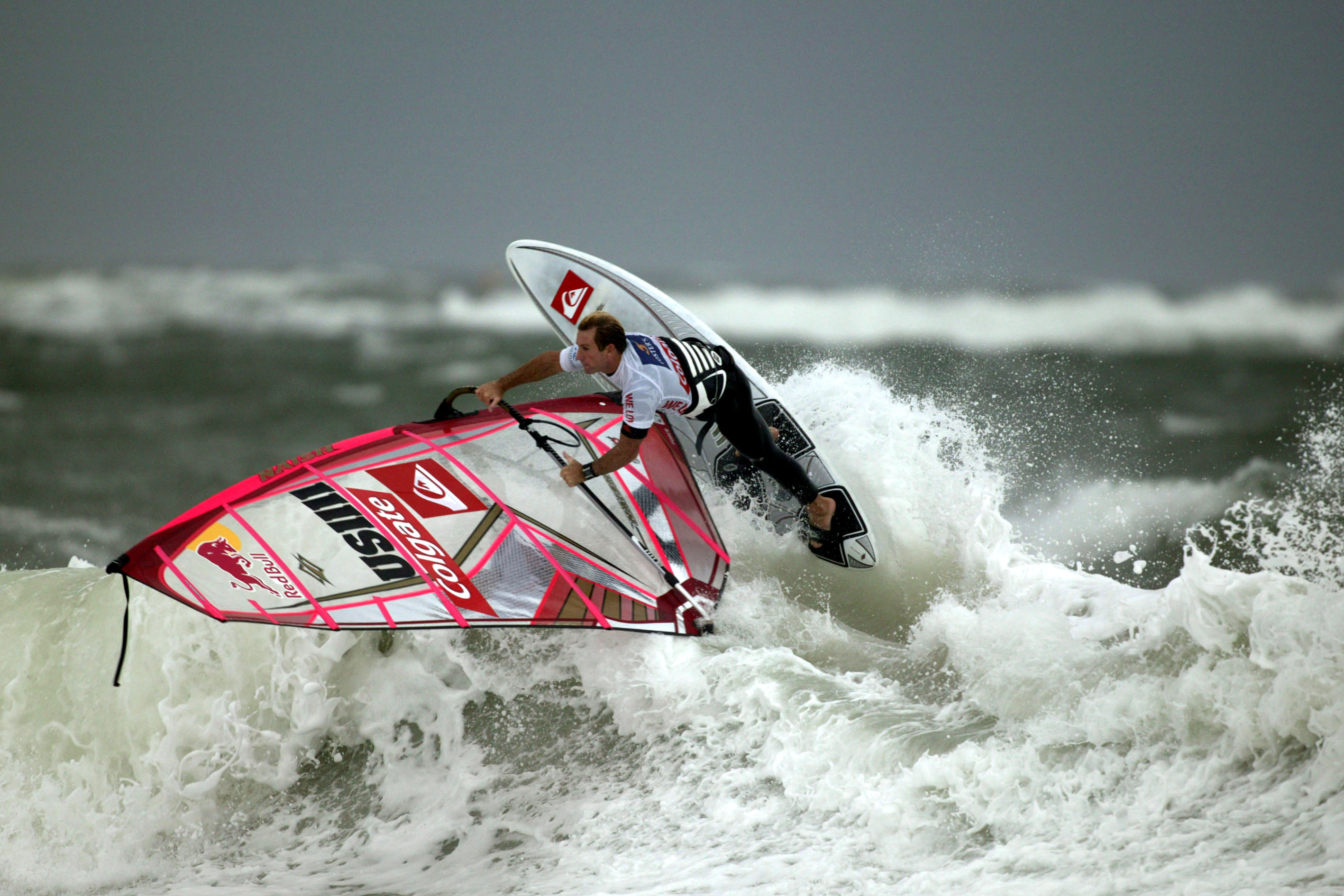
在德国叙尔特岛的世界杯帆板竞赛中的传奇人物罗比·奈施

滑浪風帆，又称風浪板或帆板，是一種使用滑浪帆板進行的水上運動，通常採用2至5米長的帆板，由單一塊帆推動。帆的大小一般由3至12平方米不等，由一支桅杆與橫杆所支撐。運動員透過改變帆的傾斜度令帆板轉向：將帆向帆尾一方傾斜會將帆板轉向風的方向，而將帆向桅杆一方傾斜則會將帆板轉離風。滑浪風帆的帆一般以聚酯纖維為材料的薄膜製成，亦有以布製成的。
滑浪風帆集合了帆船及滑水兩項運動的特點，還有其他運動，如滑板、雪板等的部份特點。
在夏季奧林匹克運動會、亞洲運動會等大型運動會中，滑浪風帆屬正式比賽項目。
現時滑浪風帆速度世界紀錄由法國的Antoine Albeau於2008年在法國創下，速度為49.09節。

## 風浪板類型
Beginner：浮力大且板寬，平穩不易落水適新手，有定水板，適合微風至一般風況
浮力：170~250L / 長度：250~300cm / 板寬：75-95cm
Junior：有發泡棉包覆的表面，可保護好動的小孩新手
浮力：70~120L / 長度：230~245cm / 板寬：55-72cm
Freeride：浮力在130L~160L間，極易操控，容易提早Planing適初學後的進階學習與技術提升
浮力：125~175L / 長度：255~275cm / 板寬：70-85cm
Freemove：Freeride板的縮小版，不因操控良好而減損速度
浮力：85~120L / 長度：235~250cm / 板寬：56-70cm
Freestyle：極度推薦適用於跳耀與花式，板短易跳，較易提早Planing且容易保持在Planing狀態，有助於動作學習
浮力：90~120L / 長度：230~245cm / 板寬：56-70cm
Freestyle Wave：小風有浪或強風平水狀況下航行，比Wave板寬卻比Freestyle板窄，非常容易轉彎，比Wave板更早Planing
浮力：75~100L / 長度：235~250cm / 板寬：55-62cm
Wave：強風大浪下航行，常作急轉彎，板身可承受更高跳躍的衝擊
浮力：60~90L / 長度：220~250cm / 板寬：53-62cm
Race-Slalom：高速競賽導向，操控較難
浮力：90~135L / 長度：235~255cm / 板寬：60-80cm
Speed：板身極度短窄，速度極快
浮力：60~70L / 長度：230~240cm / 板寬：50cm
Formula race：高科技競賽導向，板寬1公尺，帆可以大至12.5平方米
浮力：150~180L / 長度：235~250cm / 板寬：100cm
長板：在新製造技術下又重現市場，無論微風、平水巡弋或浪區都可勝任
浮力：180~250L / 長度：300~380cm / 板寬：60-80cm
米氏板：曾被選為1996年奧林匹克運動會、2000年奧林匹克運動會、2004年奧林匹克運動會帆板項目的指定板種，適合在風速5至35海浬中使用。
浮力：235L / 長度：372cm / 板寬：63cm / 帆面積：7.4平方米
RS:X：2008年夏季奧林匹克運動會帆板項目的指定板種。
浮力：231L / 長度：286cm / 板寬：93cm / 帆面積：男子組：9.5平方米；女子組：8.5平方米

## 外部鏈接
维基共享资源上的相關多媒體資源：滑浪風帆